# Callidagonum
Callidagonum is een geslacht van kevers uit de familie van de loopkevers (Carabidae). De wetenschappelijke naam van het geslacht is voor het eerst geldig gepubliceerd in 1998 door Loranz.

## Soorten
Het geslacht Callidagonum is monotypisch en omvat slechts de volgende soort:
- Callidagonum pallidum Jedlicka, 1955